# Тортель
Тортель (исп. Tortel) — посёлок в Чили. Административный центр одноимённой коммуны. Население — 320 человек (2002). Посёлок и коммуна входит в состав провинции Капитан-Прат  и области Айсен-дель-Хенераль-Карлос-Ибаньес-дель-Кампо.
Территория коммуны —  19 710,6 км². Численность населения — 564 жителя (2007). Плотность населения — 0,03 чел./км².

## Расположение
Посёлок расположен в 277 км на юго-запад от административного центра области города Койайке и в 99 км на юго-запад от административного центра провинции  города Кочране.
Коммуна граничит:
- на севере — c коммуной Айсен
- на востоке — с коммунами Кочране, О'Хиггинс
- на юге — c коммуной Наталес

На западе коммуны расположен Тихий океан.

## Демография
Согласно переписи 2002 года Национального статистического института Чили, Тортель занимает площадь 19 930,6 км2 (7 695 квадратных миль) и насчитывает 507 жителей (322 мужчины и 185 женщин), что делает коммуну полностью сельской местностью. Население выросло на 13% (59 человек) между переписями 1992 и 2002 гг.
Население коммуны составляет 0,56 % от общей численности населения области Айсен-дель-Хенераль-Карлос-Ибаньес-дель-Кампо, при этом 100 %  относится к сельскому населению и 0 % — городское население.

## Администрация
Как коммуна, Тортель является административной единицей третьего уровня в Чили, управляемой муниципальным советом, возглавляемым алькальдом, который избирается прямым голосованием каждые четыре года. Алькальд 2008–2012 годов - Бернардо Лопес Сьерра (PPD).
В избирательных округах Чили Тортель представлен в Палате депутатов Иваном Фуэнтесом Кастильо (Нуэва-Майория) и Давидом Сандовалем (UDI) как часть 59-го избирательного округа, который включает весь регион Айсен. Коммуна представлена в Сенате Антонио Хорватом Киссом (RN) и Патрисио Уокером Прието (PDC) как часть 18-го сенаторского избирательного округа (регион Айсен).